# Şımarık
A Şımarık (Elkényeztetett) Tarkan nemzetközi áttörését elősegítő dala. Az eredeti verziót 1997-ben Sezen Aksu írta az énekes Ölürüm Sana (Meghalnék érted) című albumára. A dal Tarkan és Ozan Çolakoğlu által átírt változata 1998-ban jelent meg Franciaországban, majd egy évvel később Európában és Amerikában is, a Tarkan című válogatásalbumon. 2006-ban Tarkan elismerte, hogy engedély nélkül alakították át a dalt, ami miatt jogi vitába keveredett Sezen Aksuval, a vitákat azonban sikerült rendezniük.

## Dalok
1. Radio Edit – 3:12
2. Malagutti – 4:46
3. Malagutti Edit Remix – 3:17
4. Extended Malagutti Remix – 7:00
5. Long (Original) version – 3:55

A dalok sorrendje és remixei változtak attól függően, hogy hol jelent meg a kislemez (pl. Németország, USA stb.)

## A dal maga
A Şımarık Tarkan első kislemeze, melyet debütáló dalának is tartanak. Előtte három albuma is megjelent, de mindegyik csak a hazai piacon. A török zenei piac album-orientált jellegéből adódóan kislemezt soha nem adott ki előtte.
A CNN-nek adott nyilatkozatában Tarkan a Şımarık sikeréről az alábbiakat nyilatkozta:
Fantasztikus érzés, tudja, az elején nem igazán hittem, hogy valóban megtörténhet [a siker]. Hiszen az egész törökül van, és senki sem ért egy szót sem. De azt hiszem az érzés az oka. A csók egyetemes [dolog].
A „csókos” refrénjéről ismert dal több film zenéjeként is megjelent, többek között a francia Beau Travail és az amerikai XX/XY c. filmekben.
Világszerte rengeteg feldolgozása született, a legfontosabbak:
- 8 feleséggel sok a baj (magyar, Irigy Hónaljmirigy[3])
- Bos (dari, Showwkat)
- Booseh (perzsa, Mehran)
- Chiki Chiki Bam Bam (telugu (India), Tippu (az Aadi c. film betétdala), 2002)
- Chu! Chu! (japán, Kentaro Hayama)
- Ein Kuss (német,  Die Schlümpfe)
- Ekstaza (szerb, Dado Polumenta)
- El Bawsi (arab, Rida & Nina Boutros)
- Filakia (görög, Lefteris Pantazis)
- Kiss Kiss (angol, Stella Soleil (USA), 2001 és Holly Valance (Ausztrália), 2002)
- Kiss (indonéz, Lilis Karlina)
- Kiss Kiss (koreai, Szim Mina, 2004)
- Kol Hamesameach (héber, Yossi Piamenta)
- La Muchacha Turca (spanyol,  Paco Ortega/Hakim, 2001)
- La Muchacha Guapa (spanyol, La Banda Pachuco)
- Neshika (héber, Rinat Bar)
- Poceluj (orosz, Filip Kirkorov)
- Pusz-pussz (magyar, Pa-Dö-Dő)
- Zene Vole Dijamante (szerb, Jelena Karleuša)

Létezik még feldolgozása kantoni nyelven, a hongkongi E02 előadásában, és egyiptomi verziója Samy Mansour előadásában.

## Toplisták
A dal első helyezést ért el Belgiumban, 3. helyezést Svájcban, Franciaországban, Németországban és Hollandiában. Aranylemez lett Európában (World Music Awards) és Németországban, platina Latin Amerikában, ahol megelőzte Enrique Iglesiast.

## Külső hivatkozások
- Dalszöveg
- Beau Travail, IMDB
- XX/XY, IMDB